# Monti Mackenzie
I Monti Mackenzie sono una catena montuosa del Canada compresa tra i fiumi Liard e Peel. Costituisce parte del confine naturale tra i territori dello Yukon e i Territori del Nord-Ovest. 
Le cime più alte della catena sono il Keele Peak a 2.972 metri situato nel territorio dello Yukon e il Monte Nirvana con i suoi 2.773 metri nei Territori del Nord-Ovest, vi si trovano inoltre le sorgenti di vari fiumi, tra i quali il Bonnet Plume, il Macmillan, il North Nahanni e il South Nahanni. Soltanto due strade attraversano i Monti Mackenzie, riprova della scarsissima presenza umana a queste latitudini che ne garantisce però una relativa incontaminatezza, tanto che è presente un parco nazionale canadese: il Nahanni National Park Reserve. 
Stime ritengono che su questa catena montuosa siano presenti oltre il 50% delle riserve mondiali di tungsteno. Importanti ne sono i giacimenti, la piccola città mineraria di Tungsten richiama appunto alla presenza in queste terre del minerale.